# سیارک ۲۳۸۸۴
سیارک ۲۳۸۸۴ (به انگلیسی: 23884 Karenharvey، نامگذاری:1998SY12) بیست و سه هزار و هشتصد و هشتاد و چهارمین سیارک کشف شده‌است که در ۲۰ سپتامبر ۱۹۹۸ کشف شد.
قدر مطلق سیارک برابر ۱۷.۸ است.